# Communauté de communes du canton d'Aumale
La communauté de communes du canton d'Aumale (CCC) est une ancienne communauté de communes française, située dans le département de la Seine-Maritime et la région Normandie. Elle a été dissoute au 31 décembre 2016 et intégrée dans la communauté de communes interrégionale Aumale - Blangy-sur-Bresle.

## Histoire
La communauté de communes a été constituée le 31 décembre 2001.
Dans le cadre de l'approfondissement de la coopération intercommunale prévu par la loi portant nouvelle organisation territoriale de la République (Loi NOTRe) du 7 août 2015, le projet de schéma départemental de coopération intercommunale présenté par le préfet de Seine-Maritime le 2 octobre 2015 prévoit la fusion des « communautés de communes d’Yères et Plateaux (7 801 habitants), Bresle Maritime (32 542 habitants), de  Blangy-sur-Bresle (14 702 habitants) et du canton d’Aumale (7 073 habitants) ». Cette fusion est rejetée par la plupart des intercommunalités concernées, qui proposent d'autres fusions,,

## Territoire communautaire

### Géographie
La communauté regroupe les 15 communes du canton d'Aumale, dans le département de la Seine-Maritime .

### Composition
Les communes membres sont les suivantes :
| Nom                       | Code Insee | Gentilé         | Superficie (km2) | Population (dernière pop. légale) | Densité (hab./km2) |
| ------------------------- | ---------- | --------------- | ---------------- | --------------------------------- | ------------------ |
| Aumale (siège)            | 76035      | Aumalois        | 9,06             | 2 271 (2014)                      | 251                |
| Aubéguimont               | 76028      | Aubéguimontois  | 4,85             | 201 (2014)                        | 41                 |
| Le Caule-Sainte-Beuve     | 76166      | Caulois         | 16,71            | 485 (2014)                        | 29                 |
| Conteville                | 76186      | Contevillais    | 13,71            | 514 (2014)                        | 37                 |
| Criquiers                 | 76199      | Criquérois      | 23,55            | 659 (2014)                        | 28                 |
| Ellecourt                 | 76233      | Ellecourtois    | 4,45             | 137 (2014)                        | 31                 |
| Haudricourt               | 76344      | Haudricourtois  | 29,98            | 450 (2014)                        | 15                 |
| Illois                    | 76372      | Illoisiens      | 14,54            | 387 (2014)                        | 27                 |
| Landes-Vieilles-et-Neuves | 76381      | Landais         | 7,09             | 138 (2014)                        | 19                 |
| Marques                   | 76411      | Marquais        | 13,05            | 217 (2014)                        | 17                 |
| Morienne                  | 76606      | Moriennois      | 8,91             | 175 (2014)                        | 20                 |
| Nullemont                 | 76479      | Nullemontais    | 5,65             | 138 (2014)                        | 24                 |
| Richemont                 | 76527      | Richemontais    | 10,69            | 482 (2014)                        | 45                 |
| Ronchois                  | 76537      | Ronchoisais     | 8,62             | 163 (2014)                        | 19                 |
| Vieux-Rouen-sur-Bresle    | 76739      | Vieux-Rouennais | 14,92            | 611 (2014)                        | 41                 |

## Administration

### Siège
Le siège de la CCC est en mairie d'Aumale.

### Élus
La communauté de communes est administrée par son Conseil communautaire, composé à compter des élections municipales de 2014,  de 36 conseillers municipaux représentant chacune des communes membres, à raison de deux délégués par communes, à l'exception d'Aumale, qui en dispose de sept.
Le Conseil communautaire du 10 avril 2014 a réélu son président, Virginie Lucot- Avril, et constitué son bureau, qui comprend deux vice-présidents : 
1. Gérard Chaidron, maire d'Ellecourt ;
2. Jean-Claude Becquet, maire de Morienne ;

et huit autres membres,  Marc Doom, Martial Murin, Claude Michel, Jacky Baudon, François Ravel, Bruno Borgoo, Patrice Héry, Joseph Alix Thiébault, Dany Delabouglise, Joël Milon, Yolaine Féron et Christophe Cuffel.

### Liste des présidents
| Période                                  | Période                       | Identité             | Étiquette | Qualité |
| ---------------------------------------- | ----------------------------- | -------------------- | --------- | --- |
| Les données manquantes sont à compléter. |                               |                      |           | |
| 2008                                     | En cours (au 7 novembre 2015) | Virginie Lucot-Avril | UMP       | Cadre commerciale Maire d'Aumale (2010 → ) Conseillère générale d'Aumale (2011 → 2015) Conseillère départementale de Gournay-en-Bray (2015 → ) Réélue pour le mandat 2014-2020 |

### Compétences
La communauté exerce des compétences qui lui ont été transférées par communes membres, dans les conditions fixées par le code général des collectivités territoriales.

### Régime fiscal
L'intercommunalité est financée par une fiscalité additionnelle aux impôts locaux des communes, sans FPZ (fiscalité professionnelle de zone) et sans FPE (fiscalité professionnelle sur les éoliennes).

### Organismes de rattachement
La communauté est membre du syndicat mixte du Pays Interrégional Bresle Yères et du syndicat mixte Seine-Maritime numérique.